# دراج لتهم
دراج لتهم (نام علمی: Peliperdix lathami) نام یک گونه از سرده جرب است.